# بخش هانوفر (شهرستان باتلر، اوهایو)
بخش هانوفر (به انگلیسی: Hanover Township) یک منطقهٔ مسکونی در ایالات متحده آمریکا است که در شهرستان باتلر، اوهایو واقع شده‌است.
 بخش هانوفر ۸۳٫۱۹ کیلومتر مربع مساحت و ۸٬۳۱۱ نفر جمعیت دارد و ۲۸۳ متر بالاتر از سطح دریا واقع شده‌است.